# Кинако
Кинако (яп. 黄粉、きなこ жёлтая мука) — соевая мука. Распространённый ингредиент в японской кухне, а также, в некоторой степени — корейской, индонезийской и китайской.
Кинако готовится из прожаренных и перемолотых соевых бобов, очищенных от оболочки. Раньше производилась самими крестьянами, сегодня данная практика сохранилась в Индонезии, в Японии производится промышленным образом из импортированной сои.
Впервые упоминается в документе 1540-х годов как мамэ но ко (мука из бобов).
Кинако — распространённая составляющая новогодних блюд в Японии, отчего пик её потребления приходится на декабрь. Главным образом используется для посыпания моти (рисовых сладостей). Кроме этого, кинако используется как ингредиент в мучных изделиях, десертах и напитках.
Из-за сладковатого вкуса может использоваться как подсластитель.
Как и прочие соевые продукты, кинако содержит белки, аминокислоты и пищевые волокна и считается полезной для здоровья.